# Leorda
Leorda là một xã thuộc hạt Botoșani, România. Dân số thời điểm năm 2002 là 2751 người.